# أليكس أغبو
أليكس أغبو (بالإنجليزية: Alex Agbo)‏ هو لاعب كرة قدم نيجيري في مركز الهجوم، ولد في 1 يوليو 1977 في جوس في نيجيريا. لعب مع جيانغسو سونينغ وسامسون سبور وشاركس وشيامن بلو ليونز ونادي سونغنام.

## وصلات خارجية
- أليكس أغبو على موقع اتحاد تركيا (لاعب) (الإنجليزية)
- أليكس أغبو على موقع دوري كوريا الجنوبية (الإنجليزية)